# Germain Henri Hess

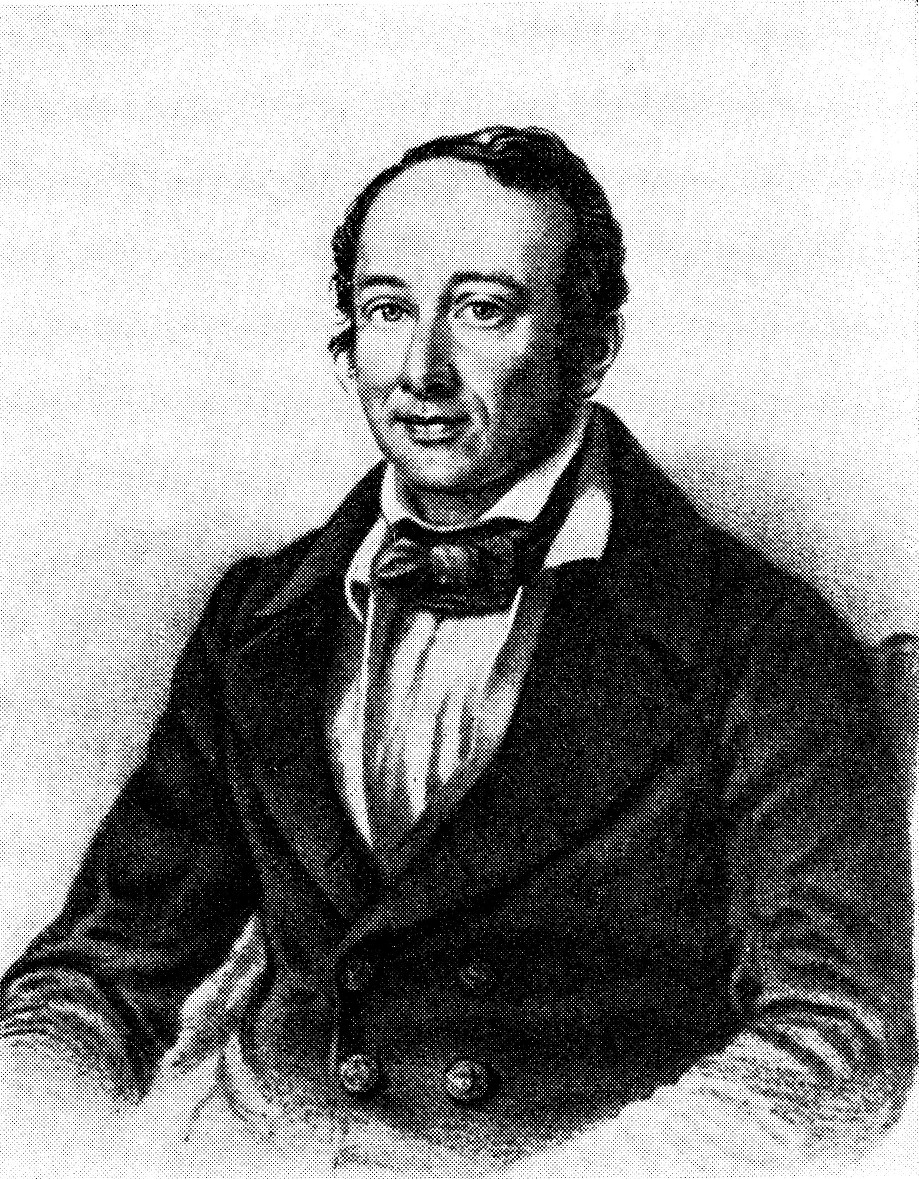
Germain Henri Hess.

Germain Henri Hess (Russisch: Герман Иванович Гесс) (Genève, 7 augustus 1802 – Sint-Petersburg, 30 november 1850) was een Russisch scheikundige van Zwitsers origine, wiens onderzoekingen voornamelijk op het gebied van de organische, de mineraal- en de thermochemie lagen. Hij formuleerde de wet van Hess, die de thermodynamische eigenschappen van een chemische reactie beschrijft.

## Biografie

### Jeugd en studies
Hess werd geboren als zoon van een kunstschilder. In 1805, toen Hess 3 jaar was, verhuisde het gezin naar Rusland om daar werk te zoeken. Ze gingen er wonen op een landgoed in de buurt van Moskou. Op 15-jarige leeftijd ging Hess naar het gymnasium in Tartu (Estland). Twee jaar later, in 1822, begon Hess zijn studies geneeskunde aan de universiteit van Tartu. In 1825 studeerde hij af als arts.
Hess raakte in scheikunde geïnteresseerd na een ontmoeting met de Zweedse scheikundige Jöns Jacob Berzelius (1779-1848). Hij trok naar Zweden, waar hij gedurende enkele maanden onder Berzelius aan de universiteit van Stockholm studeerde en werkte. Nadien keerde Hess terug naar Rusland, waar hij zich voegde bij een expeditieteam dat de geologie van het Oeralgebergte zou bestuderen. Na de expeditie installeerde hij zich als arts in Irkoetsk.

### Bijdragen tot de scheikunde
In 1829 werd hij hoogleraar aan het Technologisch Instituut van Sint-Petersburg, maar pas vanaf 1830 hield Hess zich fulltime bezig met scheikunde. Zijn meest invloedrijke publicatie verscheen in 1840. Deze behandelde de thermodynamische eigenschappen van een chemische reactie. Hess formuleerde hierin een wetmatigheid die in feite een voorloper van de eerste wet van de thermodynamica was. Ze verklaarde dat het warmte-effect van een chemische reactie die bij constant volume of bij constante druk verloopt, onafhankelijk is van het aantal stappen waarin men de reactie laat verlopen: "dass bei verschiedenartigen chemischen Umsätzen eines Stoffes A mit einem anderen Stoff B die ausgetauschten Wärmemengen jeweils konstant und unabhängig vom Wege seien, auf dem die entsprechenden Reaktionen durchgeführt wurden".  Dit wordt de wet van Hess genoemd. 
De wet legde vast dat de enthalpie voor een enkele reactie kon worden berekend via het verschil tussen de vormingsenthalpie van de producten en die van de reagentia:
{\displaystyle \Delta H_{reactie}^{\ominus }=\sum \Delta H_{\mathrm {f} \,(producten)}^{\ominus }-\sum \Delta H_{\mathrm {f} \,(reagentia)}^{\ominus }}

### Levenseinde
Aan het eind van zijn leven hield Hess zich meer bezig met de chemische eigenschappen van mineralen. Hij analyseerde onder andere het zilver-telluride dat naar hem werd genoemd: hessiet (Ag2Te). Hess ontdekte ook dat de oxidatie van suikers sacharosezuur opleverde.
Alhoewel zijn activiteit na deze ontdekkingen sterk afnam, bleef Hess invloed uitoefenen op de ontwikkelingen van de scheikunde in Rusland. Hij publiceerde Grundlagen der reinen Chemie (Grondslagen van de zuivere scheikunde), een werk dat zeven keer werd herdrukt en tot 1861 een standaardwerk bleef voor chemie in Rusland. Tot zijn pensioen in 1848 bleef hij ook nog lesgeven aan jongere wetenschappers. Zijn gezondheid ging erop achteruit en eind november 1850 stierf hij in het toenmalige Leningrad, op amper 48-jarige leeftijd.